# Hồ Thanh Hải
Hồ Thanh Hải (tiếng Trung: 青海湖, bính âm: Qīnghăi hú) hay hồ Koko Nor (từ tên gọi trong tiếng Mông Cổ) là hồ lớn nhất Trung Quốc, đồng thời là hồ nước mặn lớn thứ hai thế giới. Hồ Thanh Hải cũng là hồ rộng nhất không có hệ thống thoát nước ra ngoài tại Trung Quốc. Người Trung Quốc xưa xếp hồ Thanh Hải là Tây Hải trong Tứ Hải cùng với hồ Baikal (Bắc Hải), biển Hoa Đông (Đông Hải) và biển Đông (Nam Hải).
Hồ tọa lạc trên độ cao 3.205 m-3.260 m so với mực nước biển trên bồn địa của cao nguyên Tây Tạng, thuộc địa phận huyện Hải Yến, châu tự trị Dân tộc Tạng Hải Bắc, cách thủ phủ tỉnh Thanh Hải là thành phố Tây Ninh khoảng 100 km về phía tây. Có 23 sông và suối đổ nước vào hồ Thanh Hải.
Theo số liệu của Ủy ban thời tiết tỉnh Thanh Hải năm 2007 thì diện tích hồ là 4.489 km² (1.733 dặm vuông), (một vài tài liệu cho rằng hồ rộng 4.635 km²), bị thu hẹp lại trong suốt thế kỷ XX nhưng lại mở rộng ra kể từ năm 2004 và chu vi là 360 km (220 dặm Anh). Mực nước trung bình trong hồ là 21 m, tối đa đạt 32,8 m. Dung tích chứa nước đạt 1.050 km³. Bốn mặt của hồ đều có núi cao bao quanh. Phía bắc là Đại Thông Sơn, phía đông là Nhật Nguyệt Sơn, phía tây là Tượng Bì Sơn còn phía nam là Thanh Hải Nam Sơn.
Dù cho nước hồ mặn, nhưng hồ có rất nhiều cá, trong đó có loài hoàng ngư (湟鱼). Tọa độ của hồ là 37°B 100°Đ / 37°B 100°Đ. Hồ Thanh Hải bị kẹp giữa Hải Nam và Hải Bắc của châu tự trị Tây Tạng ở đông bắc Thanh Hải. Hồ tọa lạc tại điểm giao cắt của nhiều con đường di cư của các loài chim di trú xuyên quan châu Á. Nhiều loài sử dụng hồ Thanh Hải như là điểm trung chuyển trong khi di cư. Do đó, đây là một tâm điểm của sự quan tâm trên toàn cầu về dịch cúm gia cầm H5N1, do một sự bùng phát lớn ở đây có thể gieo rắc virus cúm khắp châu Á và châu Âu. Một vài cơn bùng phát nhỏ H5N1 đã được xác định ở hồ này. Tại góc đông bắc là các "đảo chim" (đảo chim cốc và đảo trứng), là nơi khu bảo tồn chim thuộc Khu bảo vệ thiên nhiên hồ Thanh Hải kể từ năm 1997. Hồ thường đóng băng 3 tháng liên tục vào mùa đông.

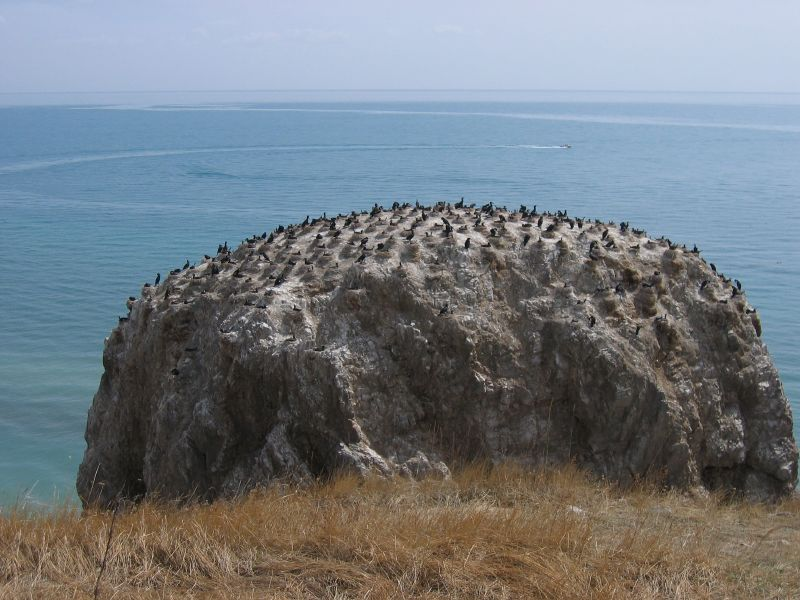
một "đảo chim".

Đôi khi những người hành hương trong khu vực cũng đi vòng quanh hồ. Przhevalsky ước tính phải mất khoảng 8 ngày đi ngựa hay 15 ngày đi bộ để có thể đi vòng quanh hồ, nhưng những người hành hương nói rằng phải mất khoảng 18 ngày trên lưng ngựa hay 23 ngày đi bộ để đi vòng quanh hồ
Có một đảo ở phía tây hồ với một thánh đường và một vài viện tu khổ hạnh gọi là "Mahādeva, Trái Tim của Hồ" (mTsho snying Ma hā de wa) từng là một tu viện Phật giáo. Người ta không sử dụng thuyền trong mùa hè, chỉ khi nào mặt hồ bị đóng băng trong mùa đông thì các thầy tu mới có thể vào đất liền hay những người hành hương mới có thể đến thăm viếng thánh đường - phần nhiều trong số này đến từ Mông Cổ. Dân du cư miêu tả kích thước hòn đảo này như sau: "nếu buổi sáng con dê mẹ bắt đầu gặm cỏ xung quanh hồ theo chiều kim đồng hồ còn con dê con gặm theo chiều ngược chiều kim đồng hồ thì chúng chỉ gặp nhau vào buổi đêm, chỉ ra hòn đảo này lớn thế nào."

## Phân chia nhỏ
Trước thập niên 1960, có 108 sông nước ngọt chảy vào hồ, nhưng vào thời điểm năm 2003 thì 85% các cửa sông đã khô cạn, bao gồm cả sông nhánh lớn nhất của hồ là sông Buha. Trong khoảng thời gian từ năm 1959 tới năm 1982, mức nước rút xuống trung bình hàng năm là 10 cm, được đảo ngược lại cũng với tốc độ 10 cm/năm trong thời gian từ năm 1983 tới năm 1989, nhưng kể từ đó tới nay thì nó lại liên tục rút xuống. Viện Hàn lâm Khoa học Trung Quốc thông báo vào năm 1998 rằng hồ lại bị đe dọa một lần nữa trong việc mất diện tích bề mặt do chăn thả gia súc thái quá, cải tạo đất và các nguyên nhân tự nhiên. 

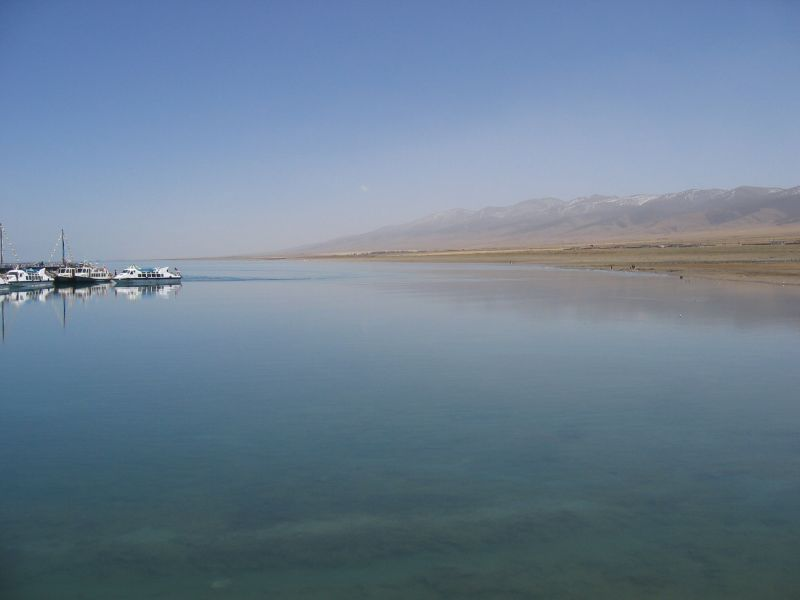
Ảnh chụp tháng 5 năm 2006.

Diện tích bề mặt của hồ đã giảm 11,7% trong giai đoạn từ năm 1908 tới năm 2000. Là kết quả của nó, hay do sự chuyển động của các cồn cát, các phần đáy hồ nằm cao đã bị lộ ra, hàng loạt các hồ nhỏ đã bị tách rời ra khỏi phần chính còn lại của hồ. Trong thập niên 1960, hồ rộng 48,9 km² với tên gọi Gǎhǎi (尕海) đã xuất hiện tại phần phía bắc của hồ Thanh Hải. Trong thập niên 1980, hồ Sa Đảo (沙岛) đã tách ra ở phía tây bắc, chiếm diện tích 19,6 km², trong khi hồ Hải Yến (海晏) ở phía đông bắc chiếm diện tích 112,5 km². Một hồ con khác rộng 96,7 km² cũng đã tách ra năm 2004. Ngoài ra, hồ Thanh Hải hiện nay cũng đang chia tách ra thành khoảng 5-6 hồ nhỏ ở ven bờ. Diện tích bề mặt đã giảm xuống khoảng 312 km² trong ba thập niên gần đây.

## Tên gọi
| Các tên gọi                                 | Hệ thống                    |
| ------------------------------------------- | --------------------------- |
| མཚོ་སྔོན་ hay མཚོ་ཁྲི་ཤོར་རྒྱལ་མོ་                    | tiếng Tạng                  |
| Mtsho-sngon-po hay Mtsho-khri-shor Rgyal-mo | tiếng Tạng, chuyển tự Wylie |
| 青海湖                                      | tiếng Trung                 |
| Qīnghǎi Hú, văn chương "Hồ biển xanh"       | bính âm                     |
| Хөхнуур [Höhnuur]                           | tiếng Mông Cổ               |
| [Köke Naɣur]                                | tiếng Mông Cổ cổ điển       |
| Huhu Noor, văn chương "Hồ xanh"             | tiếng Mãn Châu              |